# Hantsavitjy
Hantsavitjy (belarusiska: Ганцавічы) är en stad i Belarus. Den ligger i länet Brests voblast i den centrala delen av landet, 150 km sydväst om huvudstaden Mіnsk. Hantsavitjy ligger 160 meter över havet och antalet invånare är 13 887.

## Natur och klimat
Terrängen runt Hantsavitjy är mycket platt. Det finns inga andra samhällen i närheten.
Omgivningarna runt Hantsavitjy är en mosaik av jordbruksmark och naturlig växtlighet. Runt Hantsavitjy är det ganska glesbefolkat, med 21 invånare per kvadratkilometer.